# Rhombochlamys elata
Rhombochlamys es un género monotípico de plantas con flores perteneciente a la familia Acanthaceae. Su única especie: Rhombochlamys elata, es originaria de la Colombia.

## Descripción
Es una planta herbácea que se encuentra a una altitud de 1500-2000 metros en la vertiente occidental de la Cordillera Occidental, vertiente oriental y occidental de la Cordillera Central, en el bosque húmedo premontano y bosque húmedo premontano en los Municipios de Amagá, Frontino, Liborina, San Luis, Sonsón y Urrao.

## Taxonomía
Rhombochlamys elata fue descrita por  Gustav Lindau y publicado en Bulletin de l'Herbier Boissier 5(8): 661. 1897.